# Maria Antonina Czaplicka
Maria Antonina Czaplicka (ur. 25 października 1884 w Warszawie, zm. 27 maja 1921 w Bristolu) – polska etnografka, antropolożka i geografka.

## Życie prywatne
W świadectwie naturalizacji zapisano, że przyszła na świat 8 grudnia 1888. W publikacjach podawany jest rok 1886, ale to na nagrobku badaczki umieszczono najbardziej prawdopodobną datę urodzin uczonej, skonsultowaną z jej matką. Maria Czaplicka urodziła się 25 października 1884 na warszawskiej Pradze w zubożałej rodzinie urzędnika kolejowego pochodzenia szlacheckiego, Feliksa Czaplickiego herbu Lubicz, i Marii z Zawiszów. Maria miała brata Stanisława, dwie siostry (w tym Eugenię), a możliwe, że i więcej rodzeństwa.
Czaplicka, podobnie jak jej przyjaciółka Zofia, córka Nałkowskiego, mentora Marii z czasów studiów w Towarzystwie Kursów Naukowych, zajmowała się literaturą. W latach 1910–1911 współpracowała z redakcją warszawskiego czasopisma „Odrodzenie”. Publikowała tam swoje wiersze.
W 1910 spędziła kilka miesięcy w sanatorium w Zakopanem. Tam poznała m.in. pisarza Władysława Orkana, z którym prowadziła korespondencję i wysyłała mu swoje wiersze, prosząc o pomoc w publikacji, oraz malarza Jana Rembowskiego. Ten uwiecznił Czaplicką jako anioła w tryptyku Anioły stoją na rodzinnych polach zainspirowanym poezją Juliusza Słowackiego. W czasie pobytu w Zakopanem brała udział w pracach komisji organizacyjnej Towarzystwa Pedagogicznego, głosiła wykłady i pisała powieść dla młodzieży Olek Niedziela o działalności tajnych kompletów. Książka ukazała się w 1911 nakładem księgarni Sadowskiego z ilustracjami Zofii Plewińskiej-Smidowiczowej. W tym czasie miała demokratyczne i antyklerykalne poglądy.
W 1911 ciężko zachorowała, przeszła operację wyrostka robaczkowego. Pomogli jej: przyjaciółka ze studiów Barbara Freire-Marreco, sekretarka i lektorka ucząca Marię angielskiego, Agnes Dawson, oraz propolska rodzina Russelów. Czaplicka utrzymywała też kontakty ze środowiskiem emigrantów polskich skupionych wokół chemika Michała Wojnicza (Voynicha), który uciekł z zesłania na Syberii, oraz jego żony, pisarki Ethel Voynich.
W Oksfordzie Czaplicka studiowała w niezależnym religijnie i popierającym ruch sufrażystek Sommerville College. Podczas pobytu w Polsce, po zakończeniu I wojny światowej, nawiązała kontakt z aktywistkami Klubu Politycznego Kobiet Postępowych. W czerwcu 1920 miała reprezentować klub na Międzynarodowym Kongresie Kobiecym w Genewie, ale nie udało się jej dotrzeć na miejsce. Przesłała referat pt. O stanie sprawy kobiecej w Polsce. Następnie pośredniczyła w kontaktach klubu z Międzynarodową Ligą Kobiet Postępu i Wolności. Wzięła udział w zjeździe sufrażystek.
W czasie pobytu w Wielkiej Brytanii Czaplicka wspierała organizacje społeczne w Polsce. Publicznie wyrażała poparcie dla polskiej niepodległości. Korzystając z fali zainteresowania jej książką o Syberii, podczas wykładów o pracy badawczej mówiła także o Polsce, publikowała. Prawdopodobnie ona była autorką broszury przygotowanej przez Ministerstwo Spraw Zagranicznych Wielkiej Brytanii, poświęconej wschodniej Syberii, opublikowanej przed pertraktacjami pokojowymi w 1919. Dla Kobiecej Ligi Wolności wygłosiła wykład Przyszłość i teraźniejszość Polski, a w Victoria Hall w Sheffield wygłosiła odczyt o Polsce. Dochód z wystąpień przeznaczno na polskich bieżeńców. Czaplicka wygłaszała odczyty o polskiej historii i nacjonaliźmie w Ashburton Club, w London School of Economics oraz na Uniwersytecie w Oksfordzie. Po zakończeniu I wojny światowej w swoich tekstach prasowych walczyła z nieprzychylną dla Polski propagandą na zachodzie Europy. W 1919 odwiedziła ojczyznę, spotkała się m.in. z Józefem Piłsudskim, który wyraził wdzięczność za jej teksty o Polsce, które publikowała w brytyjskiej prasie. Opisywała sytuację w kraju, sławiła polską sztukę i naukę, pisała o kobietach.
W dniu 27 maja 1921, w wyniku załamania nerwowego spowodowanego nieudaną próbą ponownej wyprawy na Syberię, na którą szansa przepadła w wyniku przegranej w starciu o stypendium naukowe, brakiem stałego zatrudnienia na uczelni i długami, a możliwe, że także faktem ślubu towarzysza syberyjskiej podróży, Henry'ego Ushera Halla, na który Maria nie została zaproszona, Czaplicka popełniła samobójstwo, trując się chlorkiem rtęci. Zmarła po kilku dniach.
Zgodnie z życzeniem została pochowana na cmentarzu Wolvercote w Oksfordzie. Na nagrobku widnieje napis: Pamięci Marii Antoniny Czaplickiej. Urodzona w Warszawie 25 października 1884. Zmarła w Bristolu 27 maja 1921. Jezu zmiłuj się nad nią.
Koleżanki z uniwersytetu nazywały ją Okruszkiem (Chip). W Londynie mieszkała z towarzyszem syberyjskiej wyprawy, Henrym Usherem Hallem, ale nie byli parą. Polscy badacze i badaczki sugerują, że Czaplicka i Hall zbliżyli się do siebie podczas pobytu na Syberii, a Czaplicka miała być zakochana, czego świadectwem miała być zadedykowanie Hallowi książki My Siberian Year. Z kolei Frances Larson obala twierdzenia o ich związku i łączącym ich romantycznym uczuciu, choć zwraca uwagę na to, że wiadomość o planowanym ślubie Halla z artystką Frances Jones z Nowego Orleanu (nastąpił trzy tygodnie po samobójstwie Czaplickiej) na pewno przyczyniła się do śmierci antropolożki.

## Wykształcenie i kariera
W latach 1894–1902 Czaplicka uczyła się na pensji Anny Jasieńskiej w Warszawie. Pomagała koleżankom w nauce, brała udział w spotkaniach tajnego kółka samokształceniowego. Po ukończeniu szkoły uczestniczyła w kursach metodyki Anieli Szycówny. Chciała przygotować się do zawodu nauczycielki. Prowadziła tajne komplety dla dzieci z robotniczych rodzin. Uczęszczała na zajęcia na Uniwersytecie Latającym.
W latach 1904–1906 Czapliccy mieszkali w Lipawie, gdzie ojciec Marii dostał lepiej płatną posadę. Planując studia wyższe, Maria zdała maturę w męskim gimnazjum w Lipawie, bo żeńskie szkoły nie dawały uprawień do podjęcia studiów. Zdała również egzamin nauczycielski z geograﬁi, by wykonywać zawód. Zarabiała jako nauczycielka języka polskiego. Po powrocie do Warszawy pracowała jako nauczycielka na pensji Zoﬁi Łabusiewiczówny. W wakacje dorabiała jako korepetytorka dzieci ziemian albo dama do towarzystwa bogatych kobiet. Pracowała społecznie na rzecz środowiska robotniczego oraz uczestniczyła w akcjach pomocowych Uniwersytetu dla Wszystkich (1905–1908) i Towarzystwa Kultury Polskiej (po 1909). Studia rozpoczęła w sekcji matematyczno-przyrodniczej Towarzystwa Kursów Naukowych. W latach 1906–1909 pełniła funkcję sekretarki towarzystwa. W 1908 jego Rada Naukowa wyróżniła jej prace seminaryjne z antropologii. Jej mentorem był Wacław Nałkowski, który wzbudził jej zainteresowanie geografią człowieka. Dzięki jego protekcji, w 1910 Maria otrzymała, jako pierwsza kobieta, Stypendium Kasy im. Mianowskiego, dzięki któremu mogła kontynuować naukę w Wielkiej Brytanii. Celem wyjazdu było napisanie przez Marię książki Ludy kuli ziemskiej, którą planowało wydać wydawnictwa Arcta. Prawdopodobnie publikacja nigdy nie powstała, ale stypendium umożliwiło Marii wyjazd z Królestwa Polskiego.
W listopadzie 1910 Maria przyjechała do Londynu. Zamieszkała w dzielnicy Bloomsbury. Studiowała na katedrze antropologii w Bedford Women College, części London School of Economics. Na zajęcia uczęszczała z Bronisławem Malinowskim, którego znała z Warszawy i Zakopanego, z którym się zaprzyjaźniła i korespondowała. Profesor uczelni, Charles Gabriel Seligman, zaproponował Marii ukończenie studiów na Uniwersytecie Oksfordzkim. Zapisała się na roczny kurs w Szkole Antropologii. Uczyła się pod opieką wykładowcy Roberta Ranulpha Maretta, który skierował jej zainteresowania na Syberię. W 1912 Czaplicka otrzymała dyplom z antropologii. 
W latach 1911–1912 opublikowała dwa artykuły w polskim czasopiśmie „Ziemia”: Stanowisko etnograﬁi w dobie dzisiejszej oraz Piorun w wierzeniach różnych narodów. Drukiem ukazały się jej teksty po angielsku, podsumowanie samodzielnych prac: The Gods of the Australians w studenckim piśmie „The Clare Market Review” oraz The Value of Many Witnesses w kobiecym przeglądzie naukowym „The Fritillary”. Czaplicka brała udział w konferencjach Brytyjskiego Towarzystwa Popierania Wiedzy, szczególnie sekcji antropologicznej. W 1913 wygłosiła referat, który później zaprezentowała w Królewskim Instytucie Antropologicznym oraz Towarzystwie Folklorystycznym. Tekst ukazała się w 1914 w czasopiśmie „Folklore” jako The Inﬂuence of Environment upon the Religious Ideas and Practices of the Aborigines of Northern Asia. 
Krótko po wyruszeniu na Syberię, w 1914, Maria Czaplicka została przyjęta do Królewskiego Towarzystwa Antropologicznego. Po powrocie z wyprawy przyjęła propozycję objęcia Katedry Antropologii na Uniwersytecie Oksfordzkim. Była pierwszą w historii wykładowczynią antropologii w Oksfordzie i jedyną kobietą, która wykładała wówczas na uniwersytecie. Jej wykłady poświęcone były kulturze Europy Środkowej, Wschodniej i Syberii. W 1915 obroniła, jako druga osoba w Europie, jedna z pierwszych kobiet na kontynencie oraz jedna z pierwszych na świecie, doktorat z antropologii. Latem 1916 pracowała na farmie w hrabstwie Gloucester z grupą wykładowczyń i studentek z Oksfordu. Uprawa ogrodów warzywnych miała pomóc w uzupełnieniu zapasów w trudnym okresie I wojny światowej. Gdy zabudowania Sommerville College zamieniono na szpital, związała się z żeńskim kolegium Lady Margaret Hall. Zorganizowała w kolegium oddział Towarzystwa Folkolorystycznego, była sekretarką grupy Ligi Narodów, pomagała w bibliotece, brała udział w życiu towarzyskim, np. ucząc koleżanki polskich tańców. Od jesieni 1916 dwa razy w tygodniu wykładała w Muzeum Historii Naturalnej etnologię.
Jesienią 1917 w londyńskiej School of Oriental Studies wygłosiła wykład o wschodnich Turkach, dyskredytując niemieckie plany rozszerzenia strefy wpływów w Azji. Wykazywała, że Turkowie z Azji środkowej nie byli tożsami z Turkami osmańskimi. Rozszerzeniem tego wykładu była książka The Turks of Central Asia in History and the Present Day, która ukazała się w 1919. Po zakończeniu I wojny światowej na konferencji BrytyjskiegoTowarzystwa Popierania Wiedzy wygłosiła referaty: Historia i etnologia w Azji Środkowej oraz Polska i jej sąsiedzi.
W 1918, jako jedna z niewielu kobiet, Czaplicka została członkinią Królewskiego Towarzystwa Geograficznego. Była także pierwszą stypendystką Polskiej Akademii Umiejętności. Czaplicka przyjęła ofertę objęcia posady w Instytucie Etnografii Uniwersytetu Columbia w Nowym Jorku, lecz nigdy jej nie zrealizowała.
W 1919 Czaplicka straciła pracę w Oksfordzie, ponieważ wykładowca antropologii fizycznej Leonard Buxton, którego zastępowała, wrócił z frontu. Nigdy nie otrzymała stałej posady na uczelni, choć za pracę naukową była wielokrotnie wyróżniana i doceniana.
W 1919 przyjechała do Polski i prawdopodobnie starała się o zatrudnienie na Uniwersytecie Wileńskim, ale bezskutecznie. Następnie wystąpiła z serią wykładów w Stanach Zjednoczonych. Przemawiała na Uniwersytecie Columbia, w Uniwersyteckim Muzeum w Filadelﬁi, w Brooklińskim Instytucie Nauk i Sztuk oraz w siedzibie Ligi Edukacji Politycznej w Nowym Jorku. Wykłady koncentrowały się na problematyce syberyjskiej, polskiej, rosyjskiej i tureckiej. Spotykała się z polskimi emigrantami. Wróciła do Wielkiej Brytanii wiosną 1920. Następnie pojechała do Berlina.
W sierpniu 1920, w czasie bitwy warszawskiej, w towarzystwie weterana I wojny światowej, korespondenta „New York Herald Tribune”, Sanforda Griﬃtha, była na froncie oraz w Warszawie. Przeprowadzili kilka wywiadów z polskimi intelektualistami i planowali napisać razem książkę pt. The Breaking Point, ale planów nie zrealizowali.
Jesienią 1920 Maria Czaplicka wróciła do Anglii. Objęła posadę na Uniwersytecie Bristolskim. Planowała zorganizowanie tu centrum antropologicznego z ośrodkami badawczymi w Afryce, Azji i na innych kontynentach. Pracowała nad nowymi tematami (m.in. Sztuka człowieka prehistorycznego, współczesnego dzikiego i europejskich dzieci oraz Przeżytki starych zwyczajów ślubnych wśród polskich i rosyjskich chłopów). Starała się o stypendium podróżnicze Alberta Kah-na na Uniwersytecie Londyńskim. Należała do Klubu Speleologicznego i Kobiecego Klubu Dyskusyjnego. Po roku została zwolniona, co stało się jedynym z powodów samobójstwa.

## Badanie Syberii
W 1912 wykładowca Uniwersytetu Oksfordzkiego Robert Ranulph Marett powierzył Czaplickiej opracowanie źródeł dotyczące ludów Syberii, wierząc, że mówiąca w języku rosyjskim badaczka będzie w stanie zdobyć więcej informacji na temat plemion syberyjskich niż badacze polegający na tłumaczeniach. Impulsem był Kongres Amerykanistów zorganizowany w Londynie w maju 1912. Przyjechali na niego m.in. Lew Szternberg i Waldemar Jochelson, byli zesłańcy polityczni na Syberię, etnografowie, którzy zaprezentowali swoje ustalenia na temat ludów Syberii.
W 1914 ukazała się książka Czaplickiej, Aboriginal Siberia, a Study in Social Anthropology, która dzięki narracji w języku przystępnym dla przeciętnego czytelnika wyszła poza mury uczelni. Wkrótce dzięki stypendium Mary Ewart Traveling Scholarship uzyskanym w Somerville College Czaplicka wyjechała na Syberię, by badać szczególnie Ewenków, i działać nie tylko teoretycznie, jak dotąd. Miała też zgromadzić eksponaty dla Muzeum Uniwersyteckiego Historii Naturalnej im. Pitta Riversa w Oksfordzie, które zagwarantowało jej wykup kolekcji. Przygotowując się do wyprawy, konsultowała się ze Szternbergiem, Jochelsonem i Bronisławem Piłsudskim. Otrzymała listy polecające m.in. od ambasadora rosyjskiego i konsula w Anglii. Jednym z powodów wyprawy na Syberię była konieczność dotrzymania warunków grantu, który Czaplicka dostała w 1912 od Uniwersyteckiego Komitetu Antropologicznego. Zobowiązała się kontynuować badania terenowe. Każda z osób uczestniczących w wyprawie samodzielnie zorganizowała sobie finansowanie ekspedycji. Maria pozyskała środki z Towarzystwa Przyjaciół Antropologii i Etnograﬁi w Moskwie. W zamian miała przetłumaczyć na angielski artykuł jednego z rosyjskich uczonych i wygłosić w Moskwie odczyt. 
W dniu 21 maja 1914 Czaplicka rozpoczęła wyprawę na Syberię. Ruszyła z dworca Charing Cross w Londynie do Warszawy, a następnie do Moskwy. Stamtąd wraz z malarką i fotografką Dorą Curtis, ornitolożką Maud Dorią Haviland i studentem antropologii w London School of Economics, Henrym Usherem Hallem, podróżowali Koleją Transsyberyjską do Krasnojarska, a następnie przez trzy tygodnie płynęli parowcem na północ w górę Jeniseju do osady Golczycha. Gdy z powodu wybuchu I wojny światowej Curtis i Haviland zdecydowały się powrócić do Wielkiej Brytanii, Czaplicka kontynuowała wyprawę z Hallem. Parowcem ruszyli na południe do Turuchańska. Następnie poruszali się etapami wzdłuż Dolnej Tunguzki do jeziora Czirinda. Następnie przez Turuchańsk i Krasjonarsk pojechali pociągiem do Sankt Petersburga. W sierpniu 1915 Maria na krótko pojechała do Warszawy, z której ewakuowała się dosłownie na chwilę przed wkroczeniem Niemców. Hall w tym czasie starał się w Petersburgu o zgodę na wywóz kolekcji do Anglii. Przez Skandynawię, omijając front wojenny, wrócili z eksponatami do Londynu. 
W czasie wyprawy Czaplicka poważnie zachorowała, ale kontynuowała badania. Podczas trasy liczącej sobie prawie 5000 kilometrów Czaplicka wykonała kilkaset fotografii, niezliczoną ilość notatek antropometrycznych i etnograficznych. Większość pamiątek z tej wyprawy przechowywana jest w Muzeum Uniwersyteckim Historii Naturalnej im. Pitta Riversa w Oksfordzie. W czasie wyprawy Czaplicka używała fonografu. Nauczyła się języka nienieckiego, a tunguskiego poduczył się napotkany w Turuchańsku Sybirak, były katecheta. Dla mieszkańców polskiej kolonii w Krasnojarsku wygłosiła kilka odczytów o sytuacji w Europie. Maria listownie informowała o postępach przełożoną Sommerville College Emily Penrose.
Po powrocie Czaplicka wygłosiła wiele wykładów, ilustrując opowieść przeźroczami. Przemawiała m.in. w Oksfordzkim Towarzystwie Antropologicznym, Bedford College w London School of Economics, Towarzystwie Geograﬁcznym w Szkocji i Uniwersytecie w Manchesterze. Ekspedycję szeroko opisywały media, komplementując Czaplicką. Uniwersytecki Komitet Antropologiczny zapłacił jej za opracowanie kolekcji przywiezionej z Syberii. Zaczęła pracę nad książką, w czym pomagał jej Hall. Razem pracowali nad naukowym trzyczęściowym raportem z ekspedycji, zatytułowanym The Natives of the Yenisei. Report of the Expedition to the Yenisei 1914–1915. Zachował się spis treści i wstęp do raportu. W lutym 1916 Hall wrócił do Ameryki, by zawieźć zgromadzone przez siebie eksponaty do Uniwersyteckiego Muzeum Pensylwanii, gdzie otrzymał pracę. Czaplicka i Hall podzielili się materiałami i odtąd każde miało pracować nad swoją częścią raportu. Nigdy nie powstał.
W 1916 Czaplicka opublikowała dziennik podróży My Siberian Year. Książka nie tylko zwiększyła dotychczasowy stanu wiedzy na temat Syberii, ale wyróżniała się narracją. Autorka wprowadziła do opisu etnograficznego elementy refleksyjne, pisała w pierwszej osobie, opowiadała o swoich przeżyciach i przygodach, dzieliła się opiniami, dokonywała interpretacji. Książka ma cechy literatury podróżniczej, a jednocześnie stanowi materiał etnograficzny, który jest wynikiem kwerendy archiwalnej, wywiadów terenowych i obserwacji badaczki.
Po wydaniu książki Czaplicka jeździła po całej Wielkiej Brytanii z wykładami o Syberii. Działalność taką prowadziła do końca I wojny światowej. Napisała kilka artykułów do rosyjskiego dodatku do „Times’a”. Publikowała artykuły związane z rewolucją lutową w Rosji, brała udział w dyskusjach na temat Ligi Narodów, wygłaszała referaty i pisała teksty o Polsce. Napisała kilka haseł do Encyklopedii religii i etyki Jamesa Hastingsa (Ostiacy, Samojedzi, Syberia, Sybiracy, Syberianie, Słowianie, Tunguzi, Turcy, Jakuci). W 1920 otrzymała nagrodę Murchisona przyznawaną przez Królewskie Towarzystwo Geograficzne. Wyróżniono ją za badania etnograﬁczne i geograﬁczne w północnej Syberii. 
Głównym przedmiotem zainteresowań Czaplickiej były kulty duchów; szamanizm, a w szczególności psychopatologiczny aspekt zjawiska, kwestia tożsamości płciowej u szamanów; zagadnienie histerii arktycznej. W czasie wyprawy na Syberię uczestniczyła w seansach szamańskich. Jeden z szamanów przepowiedział jej niepodległość Polski. Nie stroniła od tematów tabu. Opublikowała pracę Shamanism and Sex o życiu erotycznym ludów Syberii, ale książka, objęta cenzurą, zaginęła.
W testamencie sporządzonym kilka miesięcy przed śmiercią zażyczyła sobie, by wszystkie jej pisma przejął Henry Usher Hall. W polskich muzeach dostępna jest jej korespondencja z Bronisławem Malinowskim i Władysławem Orkanem. Nigdy nie znaleziono raportu ani dziennika z jej wyprawy na Syberię w 1914. 

## Wybrane prace
- Aboriginal Siberia, a Study in Social Anthropology (Oksford 1914)
- My Siberian Year (Londyn 1916)[14], wyd. polskie Mój rok na Syberii (Toruń 2013)
- The Turks of Central Asia in History and the Present Day (Oxford 1918)
- Collected Works (Londyn 1999)

## Upamiętnienie
- W 1971 Barbara Aitkin, przyjaciółka z czasów studenckich, upamiętniła Marię Czaplicką, fundując w Somerville College stypendium jej imienia[6].

- W 2015 w Muzeum Uniwersyteckim Historii Naturalnej im. Pitta Riversa w Oksfordzie zorganizowano wystawę pt. „Mój rok syberyjski 1914–1915”, upamiętniającą setną rocznicę wyprawy Marii Czaplickiej na Syberię[6].

- W 2021 ukazała się gra karciana Akademia Superbohaterów o polskich naukowcach i naukowczyniach przygotowana przez Tomasza Rożka w ramach projektu Akademia Superbohaterów. Jedną z bohaterek jest Czaplicka[15][16].

- Jest jedną z bohaterek wystawy „Etnografki, antropolożki, profesorki” w Państwowym Muzeum Etnograficznym w Warszawie (2022–2023)[17]. Jej teksty opublikowano w książce Żywe ogniwa. Wybór tekstów polskich etnografek (1888–1939)[18]. Wydawcą jest Państwowy Instytut Wydawniczy i Narodowy Instytut Muzealnictwa i Ochrony Zbiorów.